# Edgardo Simón
Edgardo Simon (Coronel Suárez, provincia de Buenos Aires, 16 de diciembre de 1974) es un ciclista profesional argentino de ruta y pista. Actualmente es director técnico y ciclista del equipo brasileño Real Cycling Team.
Fue campeón del UCI America Tour 2005.
Ganó la Vuelta Ciclista de Chile 2005 y la Vuelta Ciclista por un Chile Líder en tres ocasiones (2002, 2005 y 2006). 
En 2010 obtuvo el Premio Konex - Diploma al Mérito como uno de los 5 mejores ciclistas de la década en la Argentina.

## Palmarés
2000
- Campeonato de Argentina en Ruta

2001
- 2.º en el Campeonato de Argentina en Ruta
- Campeonato de Argentina Contrarreloj

2002
- Vuelta por un Chile Líder
- 2 etapas de la Vuelta Ciclista de Chile

2003
- 4 etapas de la Vuelta Ciclista de Chile

2004
- Vuelta por un Chile Líder, más 2 etapas
- 3 etapas de la Vuelta a Chile
- 2 etapas de la Vuelta a Guatemala

2005
- Vuelta por un Chile Líder, más 3etapas
- Vuelta Ciclista de Chile, más 3 etapas
- Campeonato Panamericano Contrarreloj
- UCI America Tour

2006
- 1 etapa de la Vuelta por un Chile Líder

2007
- 1 etapa de Rutas de América
- Vuelta por un Chile Líder, más 4 etapas

2008
- 1 etapa de la Vuelta Ciclista del Uruguay
- 3.º en el Campeonato de Argentina en Ruta
- 3 etapas de la Vuelta del Estado de San Pablo
- 2 etapas de la Vuelta a Bolivia

2009
- 2 etapas de la Vuelta de Gravataí
- 1 etapa del Tour de Santa Catarina
- 3 etapas de la Vuelta a Bolivia

2010
- 1 etapa del Tour de Santa Catarina
- 2 etapas del Tour de Brasil/Vuelta del Estado de San Pablo

2011
- 1 etapa del Tour de Río

2012
- 1 etapa de la Vuelta Ciclista del Uruguay
- 2 etapas del Tour de Río